# Evangelismós (métro d'Athènes)
Evangelismós (grec moderne : Ευαγγελισμός) est une station de métro grecque de la ligne 3 (ligne bleue) du métro d'Athènes, située sur l’avenue Vasilíssis Sofías à Athènes.
Devant son nom à l’hôpital Evangelismós, la station dessert notamment la pinacothèque nationale d'Athènes, le musée de la Guerre d’Athènes, le musée byzantin et chrétien d'Athènes, de nombreuses ambassades ainsi que les quartiers de Kolonáki et de Pangráti.

## Situation ferroviaire
Établie en souterrain, la station d’Evangelismós est située sur la ligne 3 du métro d'Athènes (ligne bleue), entre les stations de Sýntagma et de Mégaro Moussikís.
La future ligne 4 du métro d'Athènes, actuellement en construction, desservira également la station.